# Charles Otis Whitman
Charles Otis Whitman (Woodstock, 6 de dezembro de 1842 – Worcester, Massachusetts, 14 de dezembro de 1910) foi um zoólogo norte-americano, influente na fundação da etologia clássica. Educador dedicado, preferiu ensinar alguns estudantes de pesquisa durante a vida, e fez grandes contribuições nas áreas de evolução e embriologia de vermes, anatomia comparada, hereditariedade e comportamento animal. Ele era conhecido como o "Pai do Zoologia" no Japão.